# Re:あにてれ情報局
『Re:あにてれ情報局』（り:あにてれじょうほうきょく）は、2006年4月から2008年3月までテレビ東京で毎週金曜深夜に関東ローカルで放送されていたアニメ系の情報番組である。ハイビジョン制作（アナログ放送では4:3サイドカット）。テレビ東京で放送されるテレビアニメ情報や、声優・アニメ関係者などへのインタビューなどで構成されていた。
テレビ東京の公式サイトでブロードバンド配信も行っていた。なお、当項では前身となる『あにてれ情報局』『あにてれ情報局わぉ!』についても取り上げる。
2006年4月より「あにてれ情報局」として放送開始。月1回土曜日の深夜放送だったが、同年10月より毎週日曜日深夜2時台にレギュラー放送化するも同年12月で一旦終了。2007年4月から現在の番組名でリニューアルの上で再開したが、2008年3月28日に放送終了。

## 出演者
- アメリカザリガニ
  - 柳原哲也
  - 平井善之
- 大網亜矢乃